# Trag aer în piept
„Trag aer în piept” este un cântec dance-pop al interpretei de origine română Celia. Piesa este al doilea extras pe single al albumului Celia, fiind lansat în toamna anului 2007.
La scurt timp de la începerea promovării, compoziția a fost lansată și în format digital într-un interval de câteva săptămâni. Videoclipul acestei înregistrări a fost filmat în orașul Sighișoara, materialul fiind regizat de Mihnea de Vries și Alexandra Anghel. Spre deosebire de predecesorul său — „Pot zbura” — „Trag aer în piept” a devenit în scurt timp un șlagăr, ocupând treapta cu numărul 3 în Romanian Top 100 timp de cinci săptămâni consecutive.

## Versiuni existente
- „Trag aer în piept” (versiunea de pe albumul Celia)
- „Trag aer în piept” (instrumental)
- „Trag aer în piept” (remix „Dj Adrian C Club”)
- „Trag aer în piept” (în colaborare cu Sunfreakz)
- „Trag aer în piept” (remix „Dj.Florian Club”)
- „Trag aer în piept” (remix „Dj Cryss Long”)

## Clasamente
| Țară (clasament)                    | Poziția maximă | Referințe |
| ----------------------------------- | -------------- | --------- |
| Europa (APC Charts — Euro 200)      | 106            | [ 5 ]     |
| România (Kiss FM/TV — Fresh Top 40) | 1              | [ 6 ]     |
| România (Romanian Top 100)          | 3              | [ 4 ]     |

Pozițiile obținute în Romanian Top 100
| Săptămâna | 1  | 2  | 3  | 4  | 5  | 6  | 7  | 8  | 9  | 10 | 11 | 12 | 13 | 14 | 15 | 16 | 17 | 18 | 19 | 20 | 21 |
| --------- | -- | -- | -- | -- | -- | -- | -- | -- | -- | -- | -- | -- | -- | -- | -- | -- | -- | -- | -- | -- | -- |
| Poziție   | 63 | 64 | 42 | 29 | 32 | 21 | 12 | 12 | 13 | 4  | 3  | 3  | 3  | 3  | 3  | 8  | 18 | 17 | 19 | 33 | 57 |